# Suzanne Dracius
Suzanne Dracius (née le 25 août 1951 à Fort-de-France, dans le quartier des Terres-Sainville) est une écrivaine martiniquaise de langue française.

## Biographie
Elle est née en 1951 à Fort-de-France,. Elle passe son enfance sur son île natale puis en région parisienne, à Sceaux.
À l’issue de ses études au lycée Marie-Curie de Sceaux et à la Sorbonne, elle devient professeur de lettres classiques (français, latin, grec). Suzanne Dracius enseigne à Paris,, puis, revenue en Martinique en 1982, à l’Université Antilles-Guyane, et également aux États-Unis à l’université de Géorgie et à l’Université de l'État de l'Ohio en tant que visiting professor. En parallèle de l'enseignement, elle se consacre à l'écriture, notamment de poésie et de romans. Elle s'est vu attribuer le prix Jacques Raphaël-Leyges 2010 par la société des poètes français, ainsi que le prix Fetkann en catégorie poésie en 2009,. Son premier roman, L’Autre qui danse, est publié chez Éditions Seghers en 1989, et lui permet d'être finaliste du Prix du premier roman 1989,.
Suzanne Dracius se définit par le mot créole « kalazaza » qui désigne « un métis de blanc et de noir à la peau et aux cheveux clairs ». Elle a fait de la lutte contre toute espèce de discrimination raciale, sexuelle ou sociale, l’enjeu et la matière de son écriture.

## Œuvres

### Romans
- L’Autre qui danse, Seghers, 1989 ; réédition, éditions du Rocher, 2007
- Rue Monte au ciel, Desnel, 2003

### Nouvelles
- De sueur, de sucre et de sang, recueil de nouvelles, Le Serpent à Plumes, no 15), 1992 ; réédition au format de poche, 1995.
- « La Virago », in Diversité: La Nouvelle Francophone, Houghton-Mifflin, 1995, p. 70-81
- « Montagne de feu », in Diversité: La Nouvelle Francophone, Houghton-Mifflin, 2000, deuxième édition, p. 64-76
- « La Langue de Molière sauce chien », nouvelle, in Les Identités francophones, anthologie didactique sous la direction d’Aurélien Boivin et de Bruno Dufour, éd. Les Publications Québec français, Québec, 2008, p. 86–92
- Nouvelles de Martinique (recueil de nouvelles - collectif), Paris, Éditions Magellan & Cie, 2025  (ISBN 978-2-35074-809-2)

### Poésie
- Negzagonal et Moun le Sid (version créole et version française), Éditions de Traditions et Parlers populaires de Wallonie-Bruxelles, MicRomania (coll.) no 3, 1992 ; no 5, 1993
- Hurricane, cris d’Insulaires (collectif) Desnel, 2005  - Prix Fètkann Mémoire du Sud/mémoire de l’humanité
- Prosopopées urbaines (collectif, coordonné par), Desnel, 2006
- Exquise déréliction métisse, Desnel, 2008  - Prix Fetkann Poésie, Prix de la Société des Poètes Français
- Pour Haïti (collectif, coordonné par), Desnel, 2010
- Déictique féminitude insulaire, Idem, 2014
- Scripta manent, éditions Idem, 2016

### Théâtre
- Lumina Sophie dite Surprise, fabulodrame, Desnel, 2005 ; 1e représentation à la préfecture de Fort-de-France en 2000,  générale au Festival du Marin (2002), reprise sous le mécénat de TV5 à la cérémonie d’ouverture du colloque AATF (Association des professeurs de français américains) dans une mise en scène de l’auteure (Trois-Îlets, 2003)

### Essais, littérature d'enfance et de jeunesse et beaux livres
- Habitation Anse Latouche, la Vallée des Papillons (avec Pierre Pinalie), éd. Hugues Hayot, 1994
- Fables de La Fontaine avec adaptations créoles et sources antiques (illustrations de Choko), Desnel, 2006
- My Little Book of London / Mon petit livre de Londres (bilingue), Desnel, 2008
- « DOM : Départements à part entière ou entièrement à part ? », International Journal of Francophone Studies Volume 11 Numbers 1 and 2, edited by Adlai Murdoch (UIUC) and Jane Kuntz (UIUC), 2008 (p. 229–238), éd. Intellect Ltd., Bristol, UK
- La Crise de l’Outre-Mer français (collectif), L’Harmattan, 2009
- « In Search of Suzanne Césaire’s Garden », in Research in African Literatures, vol. 41, No 1 (Spring 2010), Indiana University Press, The Ohio State University (p. 155–165)

## Distinctions et prix littéraires
- 1989 : L'Autre qui danse finaliste du Prix du Premier Roman.
- 2003 : Reçue membre honoraire de l’AATF (Association américaine des professeurs de français).
- 2003 : Rue Monte au ciel en « Coup de cœur » à la FNAC.
- 2004 : Reçue membre honoraire de la Foreign Language Honor Society de l'Ohio University, USA.
- 2005 : Prix Fetkann/ Mémoire du Sud, mémoire de l’humanité pour Hurricane, cris d’Insulaires.
- 8 mars 2006 (Journée internationale des droits de la femme) : Médaille d’honneur de Schœlcher pour Lumina Sophie dite Surprise.
- 2009 : Prix Fetkann Poésie pour Exquise déréliction métisse.
- 2010 : Prix de la Société des Poètes Français pour l’ensemble de son œuvre.
- 2019 : Prix européen francophone Virgile / L.S. Senghor.